# Groupement des assedic de la région parisienne
Le Garp (Groupement des Assédic de la Région Parisienne) assurait une partie des missions des Assédic en Île-de-France, avant leur fusion en 2008 avec l'ANPE pour former le Pôle emploi.
Le Garp, pour les quatre Assedic de la Région Île-de-France, :
- recensait et affilie les entreprises relevant du champ d'application du régime d'assurance chômage,
- procédait aux opérations de recouvrement des contributions dues par les employeurs.

Il assurait également certaines missions à vocation nationale, notamment au titre du régime des expatriés.